# Chilangolandia
Chilangolandia es una película de comedia criminal mexicana de 2021 escrita y dirigida por Carlos Santos en su debut como director. Está protagonizada por Liliana Arriaga, Priscila Arias, Silverio Palacios, Pierre Louis y Moisés Iván Mora. 

## Sinopsis
'Chilangolandia' es un lugar donde pasan muchas cosas y se cuentan muchas historias, como la de Ramiro, el taxista. Está convencido de que su vida cambiará cuando su sobrino "El Chulo" se convierta en la próxima estrella del fútbol al probarse en las fuerzas básicas. Al otro lado de la ciudad, Carmen y Miguel –una mujer que busca desesperadamente mejorar su Situación económica en compañía de su mandón marido– recibirán por error una maleta con 10 millones de pesos. El dueño de la maleta buscará recuperar su dinero mientras Carmen y su marido deberán pagar sus deudas y gastar el dinero antes de que los pillen.

## Elenco
Los actores que participan en esta película son:
- Aarón Aguilar como Miguel
- Priscila Arias como "La Beba"
- Liliana Arriaga como Carmen
- Pierre Louis como "El Chulo"
- Silverio Palacios como Ramiro
- Moisés Iván Mora como Pollo
- Ariana Dugarte como Gaby
- Francisco Denis como Carlos Sotomayor
- Carlos Corona como diputado Fonseca
- Emmanuel Orenday como "El Gusano"
- Luis Felipe Tovar como "La Rata Hernández"
- Analy Castro como Cajera de Mueblería

## Lanzamiento
La película se estrenó el 16 de septiembre de 2021 en cines mexicanos. Se estrenó internacionalmente el 25 de diciembre de 2021 en Amazon Prime Video.

## Recepción

### Taquillas
En su primer fin de semana, la película debutó en el segundo lugar de cartelera, atrayendo a 206.6 mil espectadores y recaudando $13 millones de pesos. Al cierre de año, Chilangolandia se posiciona como la tercera película mexicana más vista de 2021, con 595 mil espectadores y una recaudación total de 35.2 millones de pesos.

### Premios y nominaciones
| Año  | Premio           | Categoría                 | Candidato       | Resultado | Ref    |
| ---- | ---------------- | ------------------------- | --------------- | --------- | ------ |
| 2023 | Premios Canacine | La mejor película         | Chilangolandia  | Nominado  | [ 11 ] |
| 2023 | Premios Canacine | Mejor director            | Carlos Santos   | Nominado  | [ 11 ] |
| 2023 | Premios Canacine | Mejor actor               | Aarón Aguilar   | Ganador   | [ 12 ] |
| 2023 | Premios Canacine | Mejor actriz              | Liliana Arriaga | Nominado  | [ 11 ] |
| 2023 | Premios Canacine | Mejor debutante masculino | Pedro Luis      | Nominado  | [ 11 ] |